# Bitterna församling
Bitterna församling var en församling i Skara stift och i Vara kommun. Församlingen uppgick 2002 i Vedums församling. 

## Administrativ historik
Församlingen bildades 1818 genom sammanslagning av Västerbitterna och Österbitterna församlingar. 
Församlingen var till 2002 moderförsamling i pastoratet Bitterna, (Laske-)Vedum och Eling som även omfattade Södra Lundby församling från 1962. Församlingen uppgick 2002 i Vedums församling.

## Kyrkor
- Bitterna kyrka